# Maron (serie televisiva)
Maron è una serie televisiva statunitense ideata e interpretata dal comico Marc Maron e trasmessa dal canale via cavo IFC dal 2013 al 2016, per un totale di quattro stagioni.
In Italia la serie non è ancora andata in onda.

## Produzione
L'ideatore e l'attore protagonista della serie è il comico Marc Maron, che interpreta una versione fittizia di sé stesso. Lo stesso Maron, insieme a Denis Leary, Jim Serpico, Olivia Wingate, Sivert Glarum, Michael Jamin e Duncan Birmingham sono stati i produttori esecutivi della serie, mentre Glarum e Jamin sono stati gli showrunner.
La serie ha debuttato il 3 maggio 2013 su IFC. La messa in onda della seconda stagione è iniziata l'8 maggio 2014, mentre quella della terza il 14 maggio 2015. Nel novembre del 2015 la serie è stata rinnovata per una quarta stagione, che in seguito Maron ha confermato essere l'ultima della serie. L'ultimo episodio di Maron è stato trasmesso il 13 luglio 2016.

## Episodi
| Stagione         | Episodi | Prima TV USA | Prima TV Italia |
| ---------------- | ------- | ------------ | --------------- |
| Prima stagione   | 10      | 2013         | inedita         |
| Seconda stagione | 13      | 2014         | inedita         |
| Terza stagione   | 13      | 2015         | inedita         |
| Quarta stagione  | 13      | 2016         | inedita         |